# Cramersches Gesangbuch
Das Cramersche Gesangbuch, eigentlich Allgemeines Gesangbuch auf Königlichen allergnädigsten Befehl zum öffentlichen und häuslichen Gebrauche in den Gemeinen des Herzogthums Schleswig, des Herzogthums Hollstein, der Herrschaft Pinneberg, der Stadt Altona und der Grafschaft Ranzau, erschien erstmals 1780 in Altona und wurde zu Ostern 1781 offiziell eingeführt. Sein Herausgeber war der Theologe Johann Andreas Cramer, der Kanzler der Kieler Christian-Albrechts-Universität.

## Geschichte und Inhalt
Nach dem Vertrag von Zarskoje Selo 1773 war die dänische Regierung bestrebt, in den Herzogtümern Schleswig und Holstein einheitliche Strukturen herzustellen. Dazu sollten auch in der lutherischen Kirche, gegliedert in die Generalsuperintendentur für Holstein und diejenige für Schleswig, die von den vorherigen Landesherren Holsteins und Schleswigs für die herzoglichen und königlichen Anteile, sowie den von abgeteilten Herren für ihre Gebiete herausgegebenen Gesangbücher durch ein gemeinsames Gesangbuch ersetzt werden.
Das Cramersche Gesangbuch enthielt 915 Lieder in drei Abteilungen: „Zeitlieder (Morgenlieder, Tischlieder, Abendlieder, Sonntagslieder etc.), Lieder über die Lehren des Christlichen Glaubens und Lieder über die Tugendlehren des Christenthums“. Davon hatte Cramer selbst 245 verfasst, hauptsächlich für den dritten Teil. Auch von Klopstock und Gellert waren jeweils etwa 60 Lieder enthalten, während viele Lieder aus früheren Gesangbüchern entweder gar nicht mehr vorhanden oder entsprechend den ästhetischen und theologischen Kriterien der Aufklärungstheologie bis zur Unkenntlichkeit umgedichtet waren.
Das Gesangbuch war in zahlreichen Ausgaben mit nur geringen Anpassungen im kirchlichen Gebrauch, bis nach langer Vorarbeit (seit 1860) 1883 das Evangelisch-lutherisches Gesangbuch der Provinz Schleswig-Holstein erschien.
Carl Philipp Emanuel Bach veröffentlichte 1786 seine Vertonungen der beiden Litaneien im Gesangbuch, der alten (Nr. 790) und der neuen Litanei (Nr. 791, von Klopstock).

## Ausgaben
- Allgemeines Gesangbuch auf Königlichen Allergnädigsten Befehl zum öffentlichen und häuslichen Gebrauch, in den Gemeinen des Herzogthums Schleswig, des Herzogthums Hollstein, der Herrschaft Pinneberg, der Stadt Altona, und der Grafschaft Ranzau gewidmet und mit Königlichem Allerhöchsten Priviligio herausgegeben, Altona 1780

- Allgemeines Gesangbuch, auf Königlichen Allergnädigsten Befehl dem öffentlichen und häuslichen Gebrauche, in den Gemeinen der Herzogthümer Schleswig und Holstein gewidmet und mit Königlichem Allerhöchsten Priviligio herausgegeben, 33. Auflage, Kiel 1827.